# Wiktor Kuckiewicz
Wiktor Kuckiewicz (ur. 27 czerwca 1877, zm. 1940 w ZSRR) – polski inżynier, podpułkownik saperów Wojska Polskiego, ofiara zbrodni katyńskiej.

## Życiorys
Urodził się 27 czerwca 1877 jako syn Narcyza.
Przed 1913 sprawował stanowisko inżyniera miejskiego w Łodzi.
Po odzyskaniu przez Polskę niepodległości 3 kwietnia 1919 w stopniu podporucznika został przyjęty do Wojska Polskiego w grupie byłych oficerów Korpusów Polskich i armii rosyjskiej oraz jednocześnie przydzielony do Zarządu Budownictwa w Dowództwie Okręgu Generalnego „Łódź”. Został awansowany na stopień podpułkownika w korpusie oficerów zawodowych inżynierów i saperów ze starszeństwem z dniem 1 czerwca 1919. W 1923, 1924 był przydzielony jako oficer rezerwowy 4 pułku saperów w Sandomierzu. W 1934 jako podpułkownik rezerwy saperów w grupie oficerów pospolitego ruszenia był przydzielony do Oficerskiej Kadry Okręgowej nr II jako oficer przewidziany do użycia w czasie wojny i pozostawał wówczas w ewidencji Powiatowej Komendy Uzupełnień Sarny.
Na przełomie lat 20./30. zamieszkiwał w Łodzi przy ulicy Gabriela Narutowicza 42.
Po wybuchu II wojny światowej, kampanii wrześniowej 1939 i agresji ZSRR na Polskę z 17 września 1939 został aresztowany przez Sowietów. Na wiosnę 1940 został zamordowany przez NKWD. Jego nazwisko znalazło się na tzw. Ukraińskiej Liście Katyńskiej opublikowanej w 1994 (został wymieniony na liście wywózkowej 66/1-100 oznaczony numerem 1631). Ofiary tej części zbrodni katyńskiej zostały pochowane na otwartym w 2012 Polskim Cmentarzu Wojennym w Kijowie-Bykowni.